# 부르하누딘 라바니
부르하누딘 라바니(Burhanuddin Rabbani, 1940년 ~ 2011년 9월 20일, 파슈토어: برهان الدين رباني)는 아프가니스탄의 이슬람주의계 정치조직 '이슬람 협회'의 최고지도자로, 전임 대통령이자 아프가니스탄 북부동맹의 정치지도자였다.

## 생애 초기
1940년(1942년이란 설도 있음) 아프가니스탄 바다흐샨주 파이자바드에서 태어났다. 타지크족으로 아버지는 무하마드 유수프 선생이다.
1961년 카불 대학 샤리아 학부에 입학. 졸업 후 동 대학에서 이슬람법 강사를 지내고, 카이로의 알 아브잘 대학에 유학한 후 샤리아 학부 교수가 된다. 1969년 터키의 앙카라 대학에서 3개월간 연수를 받았다.
복수의 부인 사이에서 두 자식이 있다.

## 정치 활동
학생시대부터 이슬람 원리주의 운동에 참가하여 1972년 정치세력 이슬람 협회를 결성하였다. 1974년, 반정부활동을 이유로 체포장이 발부되었기 때문에 파키스탄으로 망명.
1970년대 말부터 본거지를 이란의 메슈헤드 시로 옮기고, 아프가니스탄 인민민주당에 대항하는 투쟁을 개시하였다 1980년 7월부터는 다시 파키스탄을 본거지로 삼아 활동했다. 1989년부터 1992년까지 페샤와르에 위치한 망명정권의 외무장관을 지냈다.
1992년 6월 공산주의 정권의 붕괴에 따라 귀국, 잠정지도평의회 의장이 되고 1993년 1월 대통령에 취임하였다.
1996년 탈리반이 수도를 공격하자, 카불에서 철수하였다.
1997년 6월에는 반(反) 탈리반 연합인 아프가니스탄 북부동맹의 대통령에 취임, 아프간 북부 도시인 파이자바드에 사령부를 차리고 이란과 러시아로부터 원조를 받았다.
다섯 개의 반(反) 탈리반 분파 중 하나였다.
탈리반의 집권기간 중에도, 그는 여전히 UN과 다른 대부분의 국가로부터 아프가니스탄 국가수반으로 인정받았다. 그럼에도 불구하고 대부분의 실권은 그의 국방장관 -처음에는 아흐메드 샤 마수드 그리고 마수드가 암살된 뒤에는 모하마드 파힘이 쥐고 있었다.
2001년, 미국과 그 동맹국들이 탈리반을 몰아내고 북부동맹이 카불을 점령하자 랍바니는 자신이 아프가니스탄의 적법한 국가수반이라고 선언했다.
2001년 12월 22일, 그는 하미드 카르자이가 이끄는 임시정부에게 권력을 이양했다. 2004년 그는 카르자이의 아프가니스탄의 첫 선출 대통령 취임식에 참석했다.
2005년 9월 18일에 실시된 아프가니스탄 총선에서 그는 바다흐샨주 월레시 지르가(하원에 해당)에 출마하여 1위로 당선되었다. 월레시 지르가 의장에 취임한 유누스 카누니의 뒤를 이어 야당 블록인 국민화해전선 대표에 취임하였다.

## 암살
2011년 9월 20일 아프간 평화위원회 위원장을 맡으며 탈레반과의 평화 협상을 진행하던 중 자택에서 파키스탄 출신의 테러범에게 자살 폭탄 테러를 당해 암살되었다.
사후 9월 23일 장례식이 치러지고 아들 살라후딘 라바니가 뒤를 이어 평화위원회 위원장으로 임명되었다.